# Loreo
Loreo (IPA: /loˈrɛo/, Loréo in veneto secondo la pronuncia locale, IPA: /loˈreo/) è un comune italiano di 3 134 abitanti della provincia di Rovigo in Veneto.

## Geografia fisica
Il comune è compreso nel territorio del Parco Regionale Veneto del Delta del Po, ad est del capoluogo.

## Storia
Secondo quanto riportato dallo storico Olivieri, il toponimo è relativo al Laurus, arbusto sempreverde della famiglia della Lauraceae, perché si ritiene che questa pianta fosse abbondante nella zona. Al termine venne quindi aggiunto il suffisso -etum creando il nome Lauretum, più tardi evolutosi in Lauredo, Loredo ed infine Loreo.
Il territorio era anticamente a ridosso della costa del Mare Adriatico ed attraversato da un cordone di dune sabbiose, naturale difesa dal mare, delle quali si è persa quasi ogni traccia (ad eccezione della Corte Montagnola e della parte finale di via Contea). Gli antichi Veneti s'insediarono in queste zone limitrofe alle antiche paludi adriane, (septem mària), sui due principali scanni, le isole di Loreo e di Ariano, utilizzandole come terreno agricolo. Nel tempo l'agricoltura si sviluppò sempre più, tuttavia i primi nuclei abitativi apparvero durante la colonizzazione romana intorno al 225 a.C., insediatisi attorno al portus Laureti.
La storia di Loreo fu sempre legata a Venezia, della stessa era caposaldo militare ed economico. 
la città passò ai bizantini dopo la riconquista di Giustiniano a seguito della guerra Greco-Gotica attorno al 550.
Dopo le distruttive invasioni barbariche di Longobardi e Ungari (899), il territorio bizantino fu ridotto alla Venetia maritima.
Nel 1002 Loreo venne definitivamente ceduta alla Repubblica Veneta dall'imperatore Ottone III.
La Repubblica Veneta e il feudo adriese costituivano, infatti, una minaccia per gli imperatori franchi e tedeschi che cercarono di controllare questa area così strategica per il controllo dei traffici commerciali non solo verso la pianura padana ma anche per tutto il resto dell'Italia
Nella Serenissima la comunità era rappresentata dal gastaldo (funzione civile) e dal pievano (funzione spirituale). In questo florido periodo ci fu un aumento della popolazione e furono edificate costruzioni delimitate, come d'uso veneziano, dalle tipiche calli. Ancor oggi Loreo, unico caso in provincia di Rovigo, conta alcune piccole vie che dipartono dall'antico canal Naviglio e prendono il nome di calli.
Il 4 ottobre del 1094 fu stipulato un patto militare veneto-loredano con cui Venezia concedeva particolari privilegi di autonomia in cambio della difesa del confine meridionale con il Ducato ferrarese, con giurisdizione anche sugli attuali Rosolina e Porto Viro.
Dal 1322 gli Estensi, signori di Ferrara, controllavano tutto il territorio tra Adige e Po, (la Transpadana Ferrarese), ad eccezione del Delta, dove Venezia, che aveva Loreo caposaldo, cercava di allargare la sfera d'influenza. La cittadina partecipò attivamente alle fortune e alle difficoltà politiche di quest'ultima.
Nel 1379, anno in cui scoppiò la guerra di Chioggia tra la Repubblica di Genova e quella di Venezia, il Castello di Loreo fu occupato dalle truppe genovesi e per oltre un mese il conflitto tra le due potenze marinare si spostò nell'area del Delta.
Le fortezze di Loreo e, a nord, Tornova, vennero nuovamente coinvolte ed espugnate nel 1510, nell'ambito della Guerra della Lega di Cambrai fino alla loro riconquista per opera della squadra navale comandata da Leonardo Giustinian.
Venezia la perse nel 1797 in seguito all'invasione dell'Italia da parte delle truppe di Napoleone. 
L'invasione di Napoleone Bonaparte del 1796 portò tra l'altro Loreo a far parte del Distretto di Padova e del Dipartimento dell'Adriatico.
Con il trattato di Campoformio del 1797 fece parte dell'Impero austriaco in seguito agli accordi di pace stipulati con la Francia dopo lo scioglimento della prima coalizione antifrancese. Con un decreto del 27 febbraio 1798 gli Austriaci istituirono la Provincia di Adria.
Dopo la vittoria di Marengo del 14 giugno 1800 tornarono i francesi. 
Dal 1802 al 1813 entrò a far parte della Repubblica Italiana, trasformata nel 1805 in Regno d'Italia con Re Napoleone Bonaparte. In quel periodo perse il territorio di Rosolina.
Sconfitti i francesi, nel 1815 fu annessa come comune di seconda classe al Regno Lombardo-Veneto sotto l'Impero Austro-Ungarico, il quale riunificò i tre comuni col nuovo accorpamento di Rosolina e col passaggio alla Provincia di Venezia.
Nel 1835 perde il territorio di Rosolina che torna comune autonomo, di terza classe dal 1853.
Con la sovrana risoluzione del 28 gennaio 1853, che definisce il compartimento territoriale delle provincie venete attivato col 1º luglio 1853, Loreo viene inserito nella provincia di Rovigo, capoluogo di mandamento e sede di pretura. 
Passò nel 1866 al Regno d'Italia dopo la terza guerra di indipendenza.
La frazione di Fornaci passa al comune di Taglio di Porto Viro.
Nel periodo fascista, con la riforma giudiziaria del 1923, viene soppressa la pretura e i comuni di Loreo, Donada, Contarina e Rosolina vengono incorporati nel Mandamento di Adria.
Nel febbraio 1929 Loreo torna capoluogo del comune comprendente nuovamente Rosolina.
Nel 1948 Rosolina si stacca definitivamente da Loreo.
Nel periodo della Serenissima Loreo ebbe il suo massimo splendore; tutto il commercio con l'Emilia e con la Lombardia si svolgeva attraverso il canale Naviglio, in parte l'attuale Canal Bianco, con dogane a Cavanella Po e a Loreo. La memoria di questo lontano periodo veneziano vive ancora nel popolo locale, basta ricordare la parlata dialettale molto simile al veneziano e completamente diversa dai dialetti che distano anche pochi chilometri quali Porto Viro e che "peccano" di ferrarese.
Molto più recentemente è da ricordare la terribile alluvione del 1951; come per gran parte dei comuni del Polesine, provocò un flusso d'emigrazione e la popolazione fu dimezzata.

Vedute durante l'alluvione del 1951

## Monumenti e luoghi d'interesse
L'impronta architettonica della Serenissima è ben presente osservando gli edifici porticati sulle riviere del canal Naviglio e le calli (Calle Lunga, Calle Pistoria, Calle Moja, Calle Bonandini, Calle Confraternita) che portano a Piazza del Longhena dove si affacciano palazzi istituzionali (vecchia pretura) e padronali in parte rimaneggiati e al Duomo e Santuario di Loreo.

### Architetture religiose

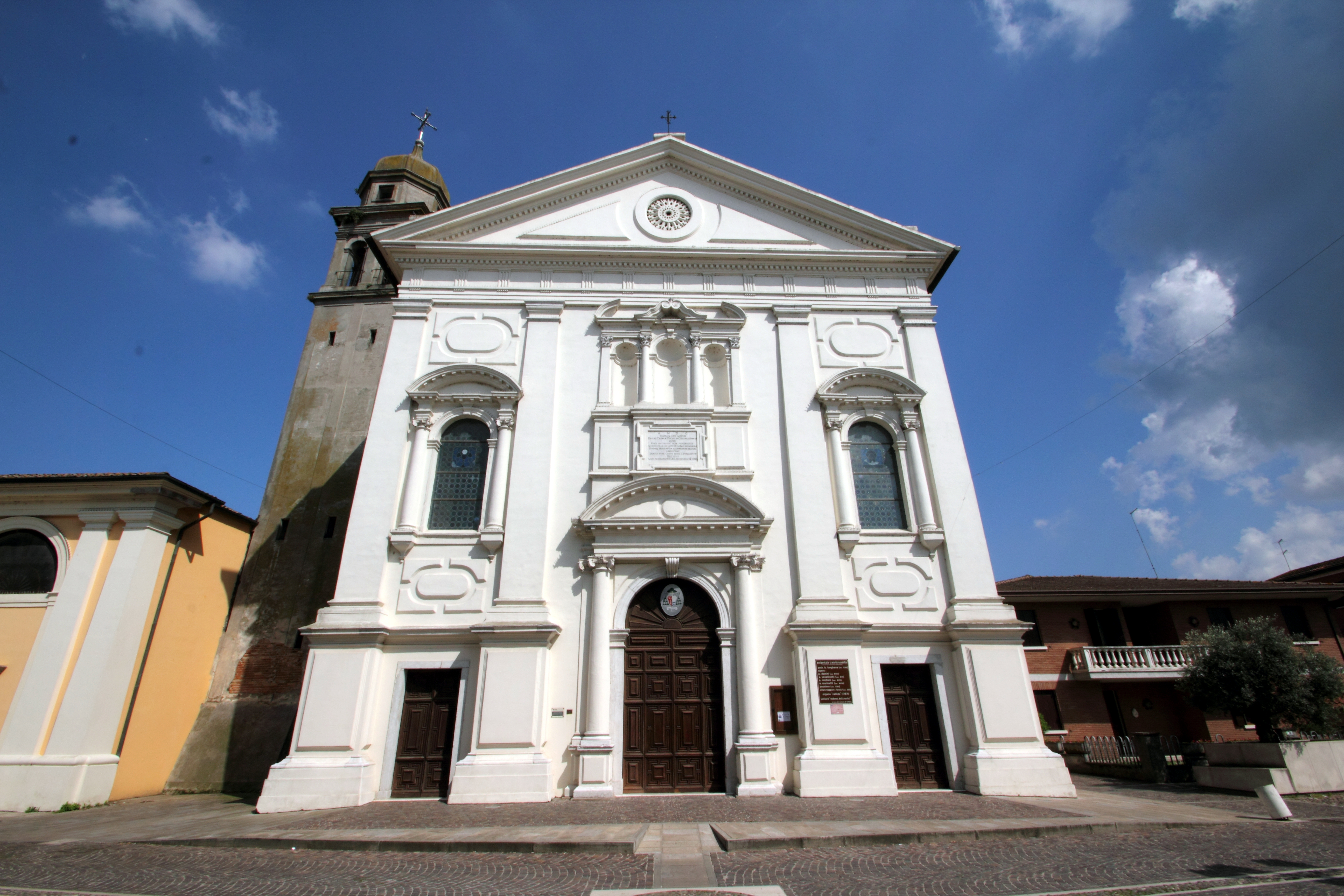
Chiesa Arcipretale di Santa Maria Assunta di Baldassare Longhena

- I lavori per la Chiesa Arcipretale di Santa Maria Assunta (Duomo di Loreo) sono iniziati nel 1658 in seguito a un incendio. Presenta una facciata barocca disegnata dall'architetto veneziano Baldassare Longhena che ne diresse i lavori e la ultimò nel 1675, anno della consacrazione. All'interno troviamo opere pittoriche di scuola veneta, come San Vincenzo Ferrer tra i Santi di Andrea Vicentino. Nell'abside dell'altare maggiore custodisce due grandi pale " La Madonna del Rosario salva una donna pugnalata dal marito geloso" di Pietro Damini (1592-1629) e  "L'adorazione dei pastori" di Antonio Vassilacchi detto l'Aliense.
- Nel suo interno dal 1739 si trova il l'altare della Madonna della Carità dedicato a Maria dopo i fatti prodigiosi che ebbero inizio nel 1736 a beneficio di due pescatori locali e il cui voto è stato tramandato nei secoli per durare tuttora. Di impostazione architettonica influenzata dalla Repubblica Veneta, il duomo è ricco di altre opere di pregio come un bassorilievo marmoreo attribuito alla famiglia Bonazza in cui è rappresentato il  "Matrimonio della Vergine" . Questo si trova sotto l'altare che reca una tela di Antonio Marinetti detto il Chiozzotto, un'accorata scena del  "Transito di San Giuseppe e santi" . La sua lontana origine di parrocchia è documentata già nel 1094 nel patto Veneto-Loredano, ma si desume dai ritrovamenti di un pavimento in mosaico ravennate, che questa sia una edificazione successiva.
- Nell'attiguo Oratorio della Santissima Trinità che fu eretto nel 1613 e restituito all'antico splendore con i restauri del 2010, troviamo un prestigioso altare marmoreo raffigurante la Santissima Trinità e un'opera pittorica degna di nota proveniente dalla chiesa di Santa Maria Assunta in Retinella (1724) e probabilmente arrivata a Loreo perché acquistata da qualche famiglia nobile. Si tratta di una tela di Domenico Campagnola raffigurante la  "Vergine col Bambino e Sant'Anna in gloria e quattro santi" . L'edificio è sede dell'antica "Scuola dei Fradei", la Confraternita della Santissima Trinità (detta anche dei Battuti o Flagellanti) che ancora oggi si riunisce per la celebrazione di un antico rito in parte segreto ogni anno alla vigilia della festa della Santissima Trinità (festa mobile).
- La chiesa della Madonna del Pilastro, una delle più antiche del Polesine e ristrutturata nel 1553, si trova nella località omonima. Pregevole edificio meta della processione notturna dei  "Fradèi"  conserva al suo interno un grande dipinto ex voto che narra per immagini l'apparizione e i fatti miracolosi della Madonna del Pilastro.

### Architetture civili

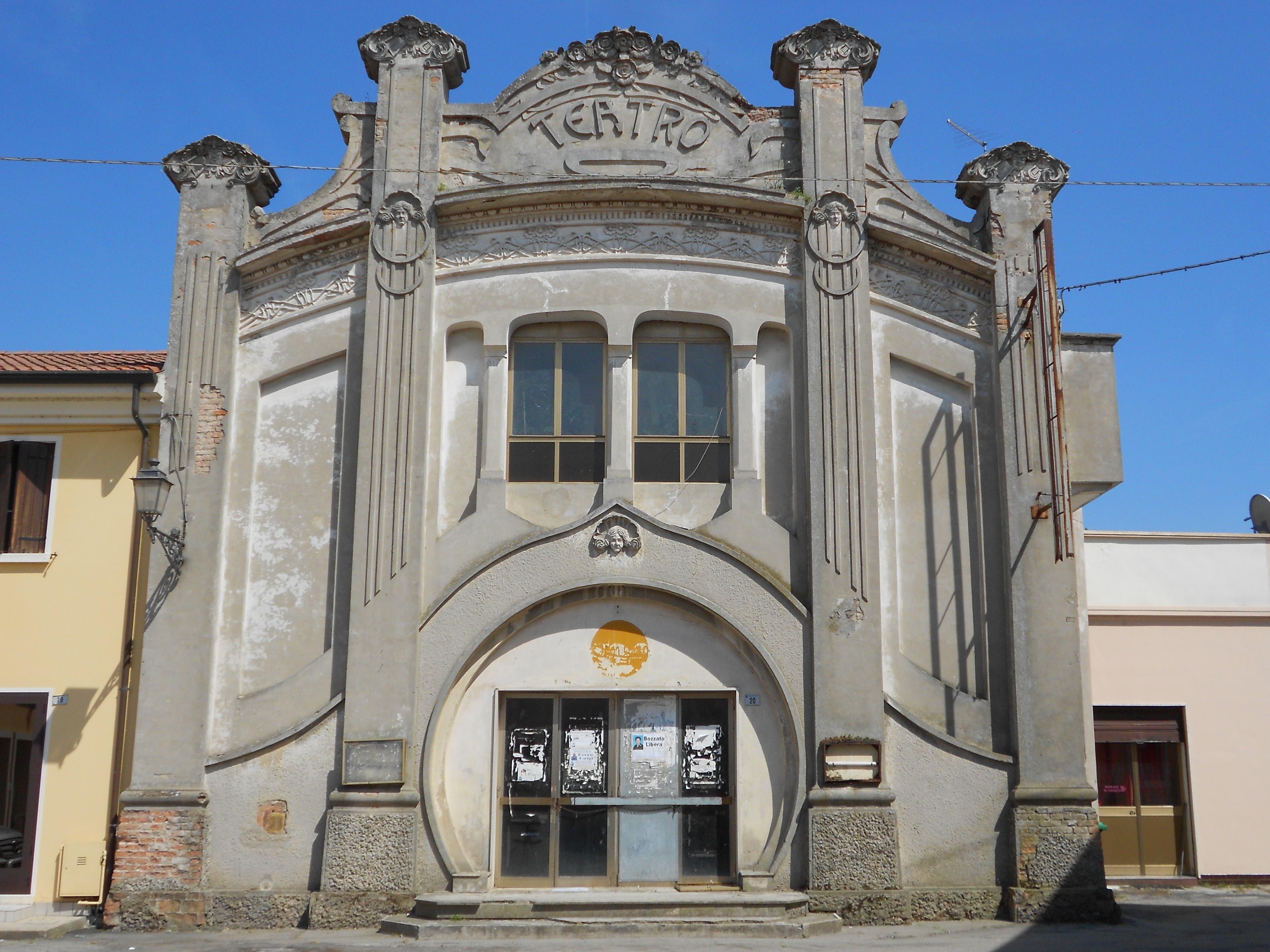
Teatro Zago

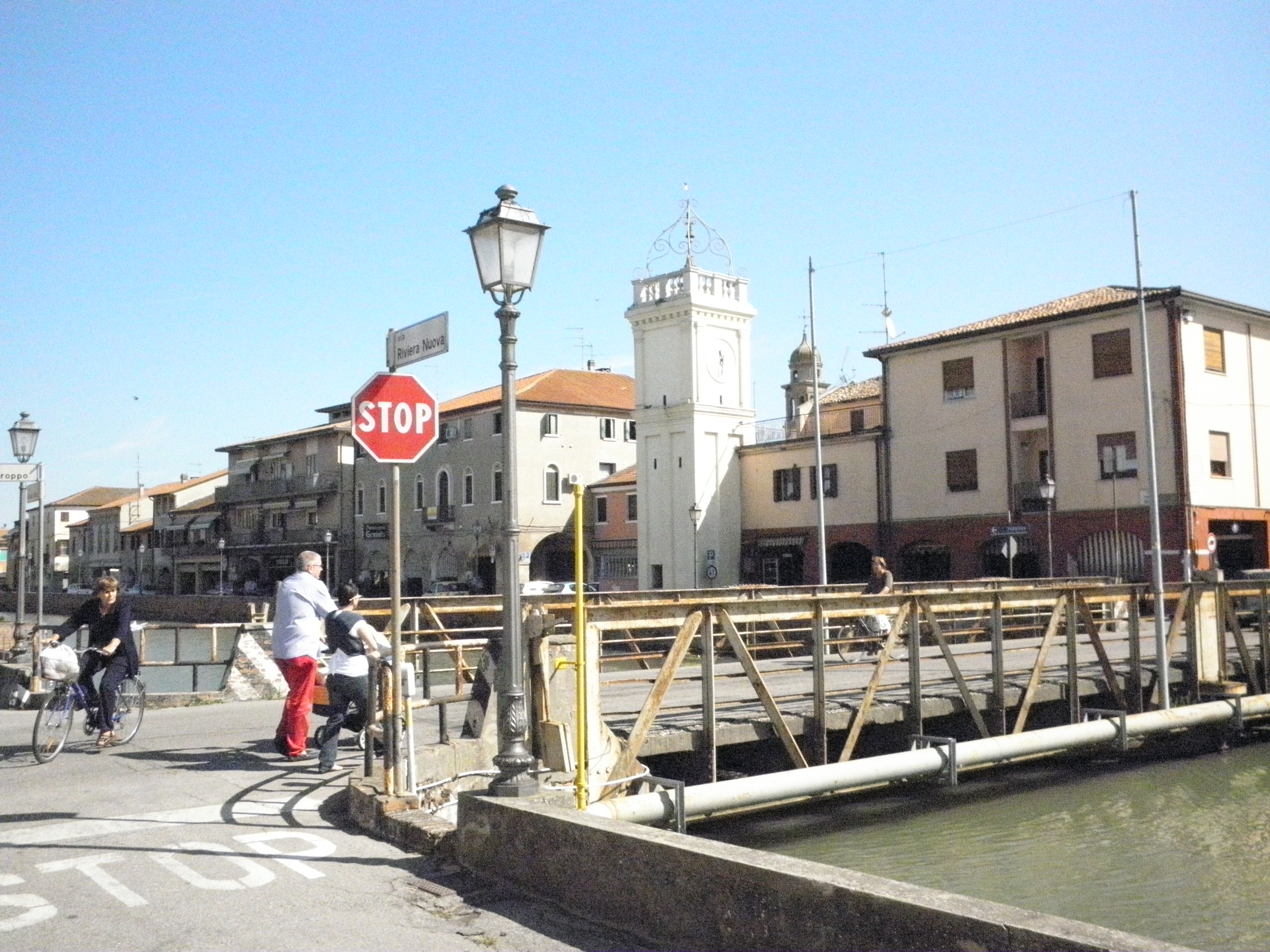
Il ponte su Via Roma e sullo sfondo parte della Riviera Guglielmo Marconi.

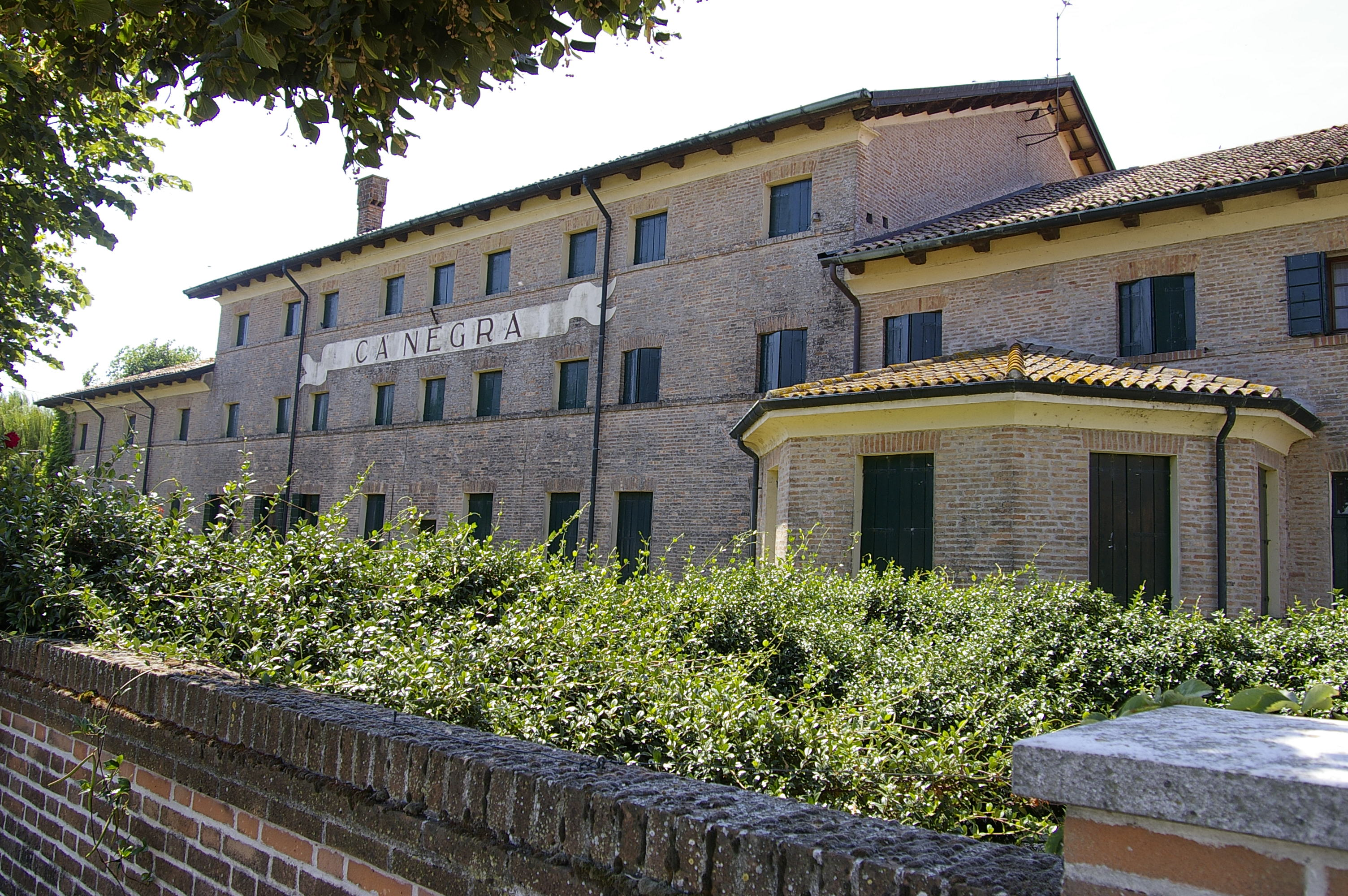
Corte Ca' Negra a Ca' Negra, località di Loreo ai confini con Cavarzere

- Villa Papadopoli, Pelà - Sita della frazione Retinella e costruita nel XVI secolo.
- Villa Vianelli - Seguendo il canale Naviglio si può giungere alla frazione di Tornova dove si può ammirare la grande corte agricola nella quale si trova Villa Vianelli: costruzione rettangolare in pietra con due brevi ali arretrate, nettamente barocca. La facciata è ornata da bei fregi e i soffitti sono decorati. La chiesetta del paese, appartenente alla corte è ora chiusa e sostituita dalla parrocchiale d'architettura post-moderna intitolata alla Madonna del Rosario.
- Teatro Zago - Unico edificio del centro storico d'origini nettamente più recenti è il Teatro Zago. Costruito nel 1891 sulla struttura della chiesa sconsacrata dei Santi Pietro e Monica ne ereditò la pianta rettangolare. Progetto e direzione dei lavori furono affidati all'ingegner architetto Guglielmo Zangirolami. Nel 1913 subì una ristrutturazione, con l'aggiunta della loggia al piano superiore, la decorazione della sala e del soffitto a opera del cavarzerano Gino Albieri e il rifacimento della facciata in stile liberty. Il teatro venne dedicato a Emilio Zago che vi debuttò come attore della commedia dell'arte. Dal 1962 è stato utilizzato solo come cinema fino alla chiusura totale del 1981. Divenuto proprietà comunale, è stato oggetto di restauro e di recupero funzionale.[8]

### Altro
- Nella frazione di Tornova, nelle vicinanze del fiume Adige s'incontra una grande lapide in pietra d'Istria, del 1785, dove sono fissate le tariffe d'epoca per il passaggio delle imbarcazioni nel canale di Loreo, un tempo navigabile.

## Società

### Evoluzione demografica

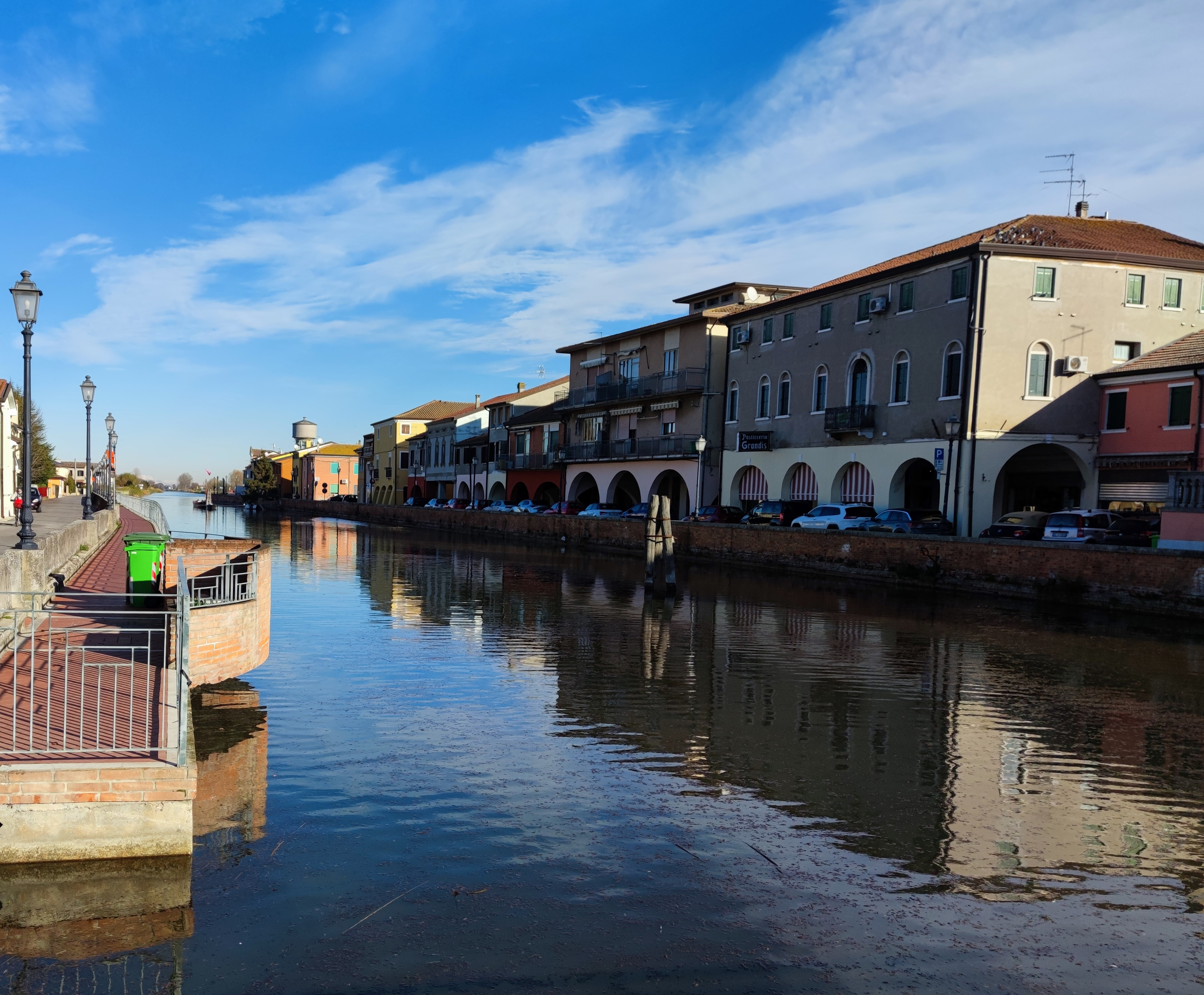
Panoramica del Canale di Loreo. In lontananza si possono intravedere le Alpi.

Abitanti censiti

## Cultura

### Eventi
- Fiera di San Michele - Un avvenimento è la grande Fiera di S. Michele (29 settembre) che dal 1224 è un importante appuntamento per la gente del Delta.[10]
- Tradizione Pasquale - Tipica nel periodo pasquale è la "competizione" a colpi di uova dipinte di rosso che si svolge sul sagrato della chiesa, dando luogo a una simpatica festa paesana.

#### Confraternita dei Flagellanti, o Battuti o Incappucciati della Santissima Trinità
A Loreo, ogni anno, la vigilia della Trinità, si celebra l'antichissimo rito notturno dell'omonima confraternita dei flagellanti, al quale partecipano alcune centinaia di fradèi provenienti da molte località del Veneto, dell'Emilia, della Lombardia, del Trentino-Alto Adige e del Piemonte.
Dalla fondazione nel 1608 da parte del vescovo di Chioggia Lorenzo Prezzato, la cerimonia è in pratica rimasta inalterata nei secoli, mantenendo fascino e mistero.
A mezzanotte, i fradei sono chiamati a raccolta dalla campana dell'Oratorio, qui si svolge la cerimonia pubblica della vestizione e del giuramento. I novizi, invitati dal Padre Guardiano e dal Priore, prestano giuramento sulla Croce e sul Vangelo, dopo aver indossato, aiutati dai rispettivi padrini, il caratteristico saio rosso. Al termine di questo rito, gli estranei escono dalla chiesa, mentre i confratelli cominciano quelle pratiche religiose conosciute come orazioni mentali con la disciplina, che la costituzione della Confraternita, stabilisce con rito segreto. Nessuno ha mai svelato il mistero di quanto avviene e ciò alimenta molte ipotesi (flagellazioni, penitenze, preghiere). Dopo qualche ora, inizia la processione: i flagellanti, con i rossi cappucci calati sul saio, impugnando torce e candele accese, formano una processione che segue il Cristo crocefisso, raggiungono la chiesa della Madonna del Pilastro (lontano un paio di chilometri) dove resteranno fino all'alba in canti e preghiere ai defunti (vigilia cimiteriale).
Infine, gli incappucciati rientrano nell'Oratorio, dove inizia la celebrazione della messa, alla quale assistono in preghiera anche le consorelle della Santissima Trinità, escluse dal rito notturno. Verso le cinque del mattino, la scuola dei fradèi si termina con la benedizione impartita dal padre guardiano e con il saluto e gli auguri del priore.
Anticamente la Confraternita si riuniva sette volte l'anno (Ascensione, Pentecoste, Trinità, Corpus Domini, Assunzione, San Bartolomeo, e Natività della Vergine). Attualmente la Scuola (o Capitolo) più frequentata e seguita è quella della festa della Trinità (festa mobile).
Indubbiamente è molto diminuita la forza mistica che i riti rivestivano nei tempi antichi. La flagellazione col cilicio, le lunghe mortificazioni nella chiesa buia a porte chiuse, le preghiere notturne accanto alle tombe, sono ora ridotte a simboli, a preghiere e meditazioni.
La Confraternita ha più di quattro secoli di vita e conta ancora quasi tremila iscritti, in maggioranza uomini. Dopo l'alluvione del 1951, moltissimi fradèi sono emigrati, tuttavia anch'essi sono sempre legati alla loro Confraternita e tuttora scrivono al priore, domandando notizie della Scuola e inviano le quote annuali. Solo ai più vicini ed ai meno vecchi, uomini e donne, è possibile prendere parte, almeno una volta l'anno, a questi singolari riti notturni che ancora resistono all'assalto dei tempi.
Nel cuore della città la torre civica ospita l'Antiquarium di Loreo, una raccolta archeologica di rilievo con parte dei reperti rinvenuti dagli scavi dell'antica Corte Cavanella, testimoni della millenaria storia polesana.

## Infrastrutture e trasporti
Loreo si trova a pochi chilometri dalla SS 309 Romea mentre è lambita dalla SP 45 che la collega ad ovest ad Adria e ad est a Rosolina e Porto Viro, in direzione del Delta del Po.

### Ferrovie
A Loreo è presente una stazione collegata dalla linea ferroviaria Rovigo-Chioggia. Il traffico passeggeri è gestito in consorzio da Trenitalia e dalla Sistemi Territoriali. I treni, classificati come regionali, hanno una cadenza di ogni ora.

### Aeroporti
A circa 7 km a nord ovest da Loreo è situata una piccola aviosuperficie civile privata con pista in erba, la struttura si trova nella località Ca' Negra, località del comune di Loreo.

### Mobilità urbana
Il sistema del trasporto pubblico della città è servito da una linea extraurbana gestita da Busitalia che la collega con il capoluogo Rovigo e con le principali località sulla direttiva ovest-est verso il delta del Po e nord-sud verso la provincia di Venezia e di Ferrara.

## Amministrazione
| Periodo | Periodo   | Primo cittadino   | Partito                      | Carica  | Note |
| ------- | --------- | ----------------- | ---------------------------- | ------- | ---- |
| 1995    | 1999      | Emilio Trevisan   | Partito Popolare Italiano    | Sindaco |      |
| 1999    | 2004      | Elmo Stivanello   | Lista civica (centro-destra) | Sindaco |      |
| 2004    | 2009      | Bartolomeo Amidei | Lista civica (centro-destra) | Sindaco |      |
| 2009    | 2014      | Bartolomeo Amidei | Lista civica (centro-destra) | Sindaco |      |
| 2014    | 2019      | Moreno Gasparini  | Lista civica Cambiare Loreo  | Sindaco |      |
| 2019    | 2024      | Moreno Gasparini  | Lista civica Cambiare Loreo  | Sindaco |      |
| 2024    | in carica | Moreno Gasparini  | Lista civica Cambiare Loreo  | Sindaco |      |